# Kurt Linge

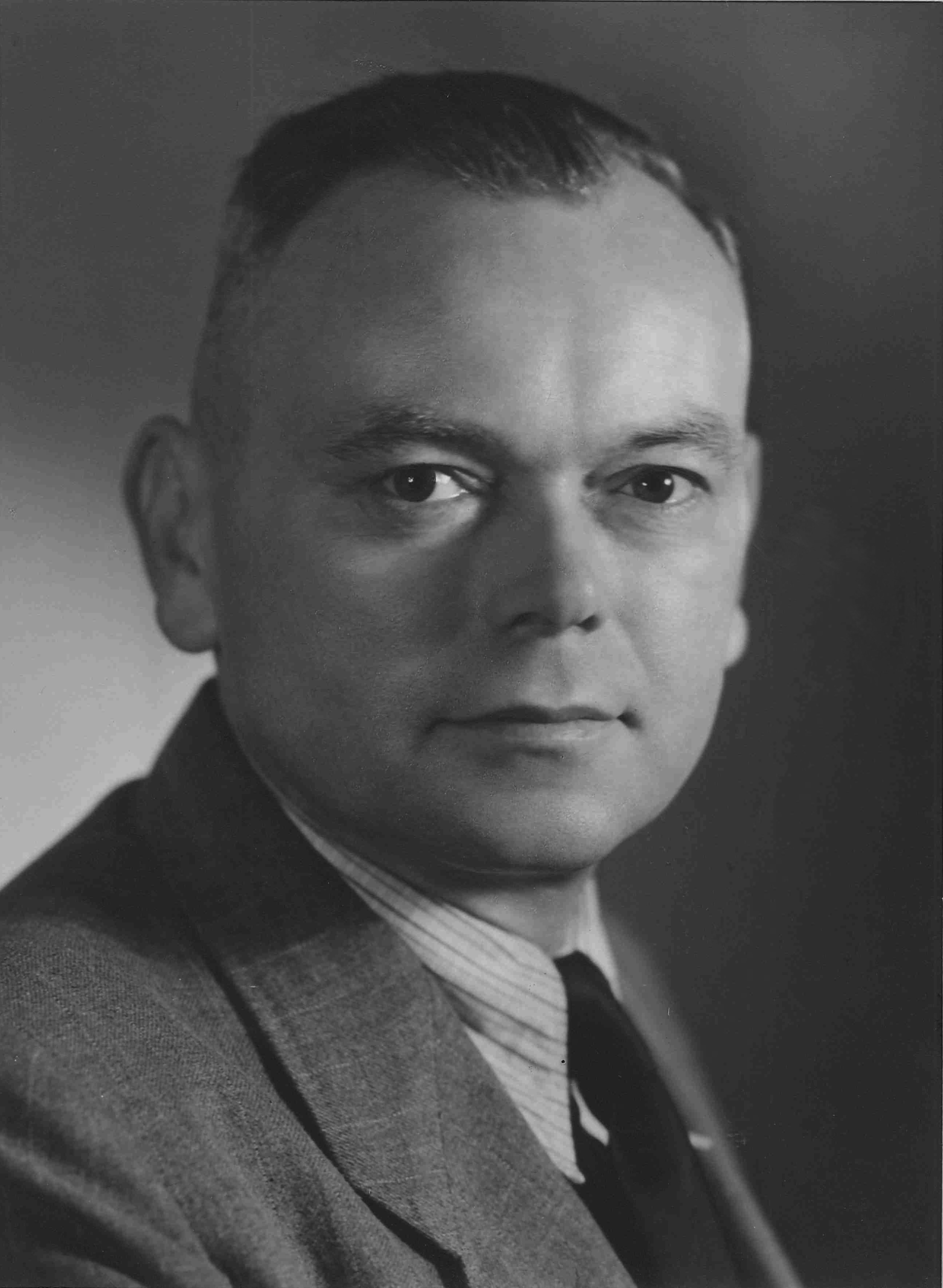
Kurt Linge

Kurt Linge (* 24. September 1900 in Heidelberg; † 28. Oktober 1978 in Karlsruhe) war ein deutscher Ingenieur, der sich mit Kältetechnik befasste. Er war Professor für Maschinenmesstechnik und Wärmetechnik sowie Betriebsleiter des Maschinenlaboratoriums an der Technischen Hochschule Karlsruhe.
Kurt Linge studierte in Karlsruhe und Danzig Maschinenbau. 1924 wurde er am Maschinenbaulaboratorium in Danzig bei Rudolf Plank Assistent, dem er 1925 nach Karlsruhe folgte. Hier promovierte er 1929 und habilitierte sich 1933 mit einer Untersuchung über „Die Beherrschung des Luftzustands in gekühlten Räumen“. Nach kurzer Tätigkeit als Privatdozent übernahm er eine leitende Entwicklungstätigkeit auf dem Gebiet der Kältetechnik bei der Firma Borsig in Berlin. Nach dem Krieg kehrte er nach Karlsruhe zurück und wurde 1946 Extraordinarius, 1958 Ordinarius für Maschinenmesstechnik und Wärmetechnik sowie Betriebsleiter des Maschinenlaboratoriums. Unter den schwierigen Bedingungen der Nachkriegszeit baute er das für das Maschinenbaustudium so wichtige Maschinenlaboratorium wieder auf. Er plante dann den Neubau des Maschinenlaboratoriums sowie des Instituts für Heizungs- und Klimatechnik, dessen Direktor er 1962 bis zu seiner Emeritierung 1968 war. Im Jahr 1976 erhielt Kurt Linge die Rudolf-Plank-Medaille des Deutschen Kältevereins.

## Schriften
- Über periodische Absorptionskältemaschinen, 1929, Dissertationsschrift, auch als Beiheft zur Zeitschrift für die gesamte Kälte-Industrie, Reihe 2, Heft 1
- Luftkonditionierung in Wohnräumen, Mitteilungen aus dem Kältetechnischen Institut der Technischen Hochschule Karlsruhe, 1933
- Kältetechnische Neuerungen für Schlachthöfe, 1936, Deutsche Schlachthof-Zeitung Jahrgang 1936, Folge 6 und 7
- Die Beherrschung des Luftzustandes in gekühlten Räumen, 1933, Habilitationsschrift, auch als Beiheft zur Zeitschrift für die gesamte Kälte-Industrie Reihe 2, Heft 7
- Über einige Sonderanwendungsgebiete künstlicher Kälte, 1940, Zeitschrift für die gesamte Kälte-Industrie, Jahrgang 47, Heft 7
- Die Tiefkühlanlage, 1937, Zeitschrift des Vereins Deutscher Ingenieure, Band 80, Nr. 43
- Neuzeitliche Kältetechnik, 1937, Rheinmetall-Borsig-Mitteilungen 1937 Nr. 2
- La moderna tecnica frigorifica, 1937, Rheinmetall-Borsig Anonima Italiana, Roma
- Die Kältetechnik in der chemischen Industrie des Vierjahresplanes, 1937, Rheinmetall-Borsig-Mitteilungen Heft 3
- Das Gefrieren von Lebensmitteln nach dem Heckermann-Verfahren, 1940, Chemische Apparatur. Jg. 27. 1940, H. 4
- Die Wärmepumpe, 1944, Zeitschrift des VDI, Band 88 Nr. 5/6
- Der Liefergrad und der induzierte Liefergrad von Kältemaschinen, 1948, Die Kälte Heft 5/6
- Der Grosskältemaschinenbau bei Borsig, 1951, Kältetechnik Band 3, Heft 10, S. 263–266
- Kälteverwendung bei Klimaanlagen, 1954, Kältetechnik Band 6, Heft 5, S. 114–119
- Der Einfluß des Ansaugzustands auf die volumetrische und spezifische Kälteleistung, 1956, Kältetechnik Band 8, Heft 3, S. 75–59
- Werden und Wachsen der Deutschen Kälteindustrie, 1958, Kältetechnik Band 8, Heft 1, S. 4–8
- Getreide und Backwaren, 1960, Handbuch der Kältetechnik, Band 10
- Kaltluftmaschinenprozesse für tiefe Temperaturen, 1961, Kältetechnik, Band 13, Heft 3, S. 95–98
- Berechnungsgrundlagen von Kolbenprozessoren, 1966, Handbuch der Kältetechnik, Band 5
- Liquid content in evaporator pipes, Proceedings of the XIth Congress of Refrigeration, Verlag Pergamon Press, Oxford, 1966, Band I, 513ff.